# Prefo

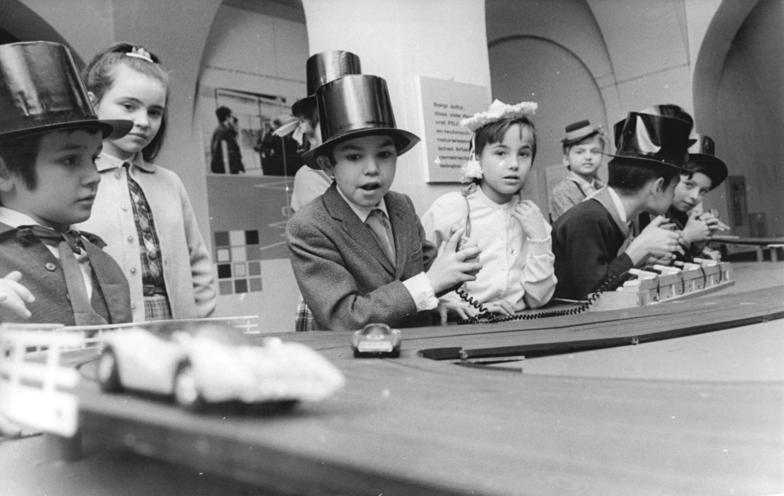
Kinder beim Spielen mit einer Prefo-Autorennbahn (1971)

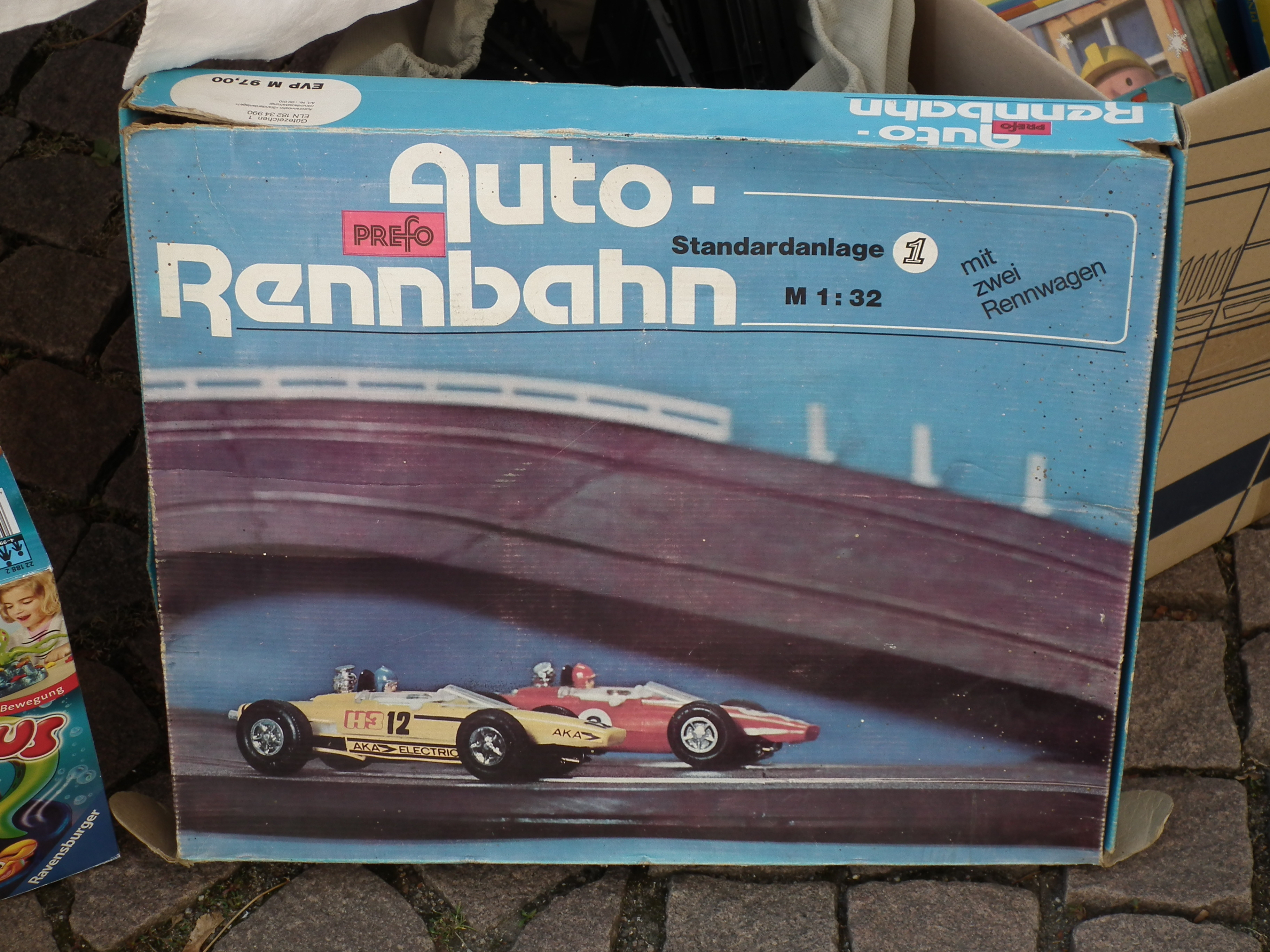
Prefo Auto-Rennbahn

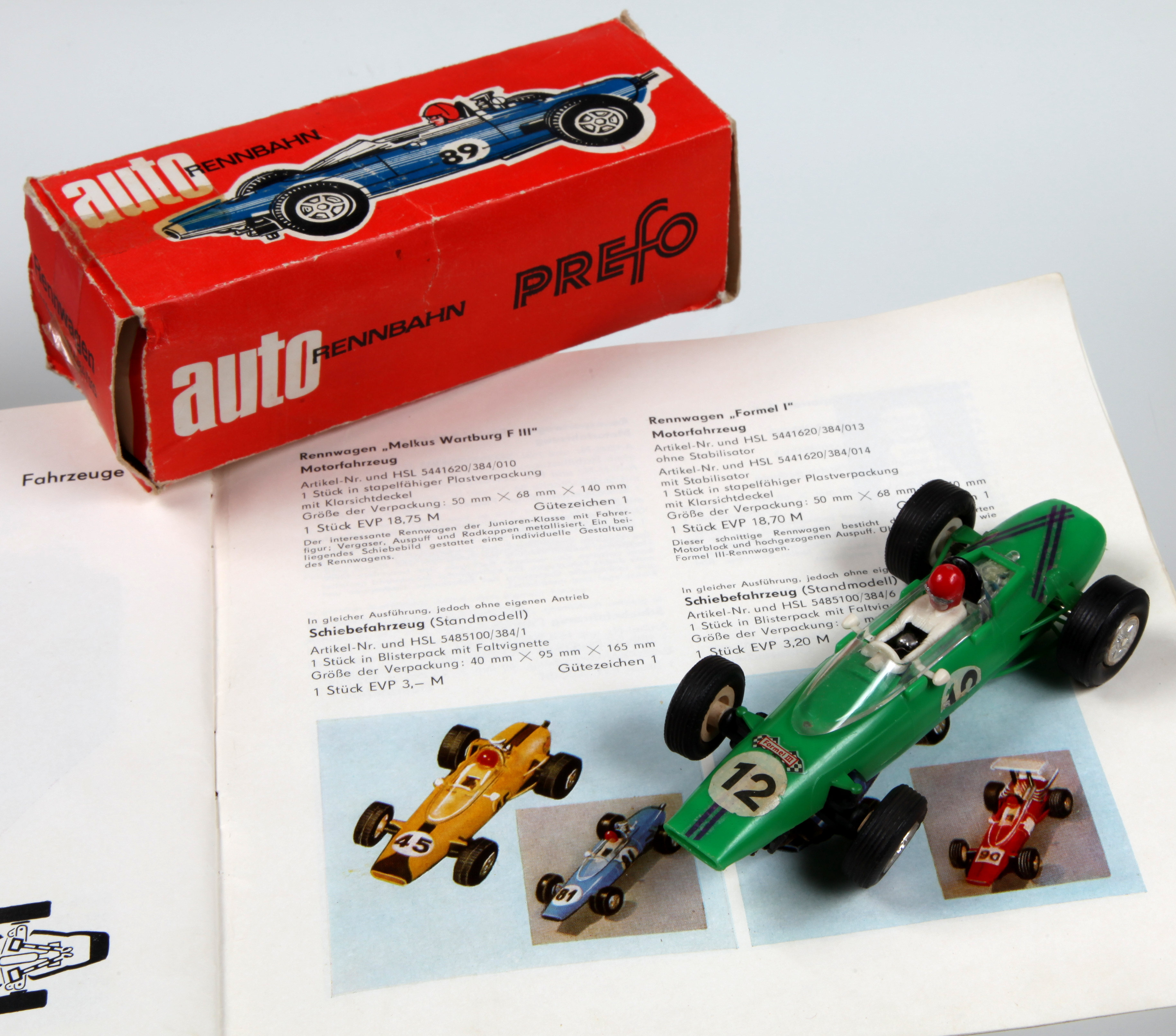
Prefo Autorennbahn: Rennwagen „Melkus Wartburg F III“

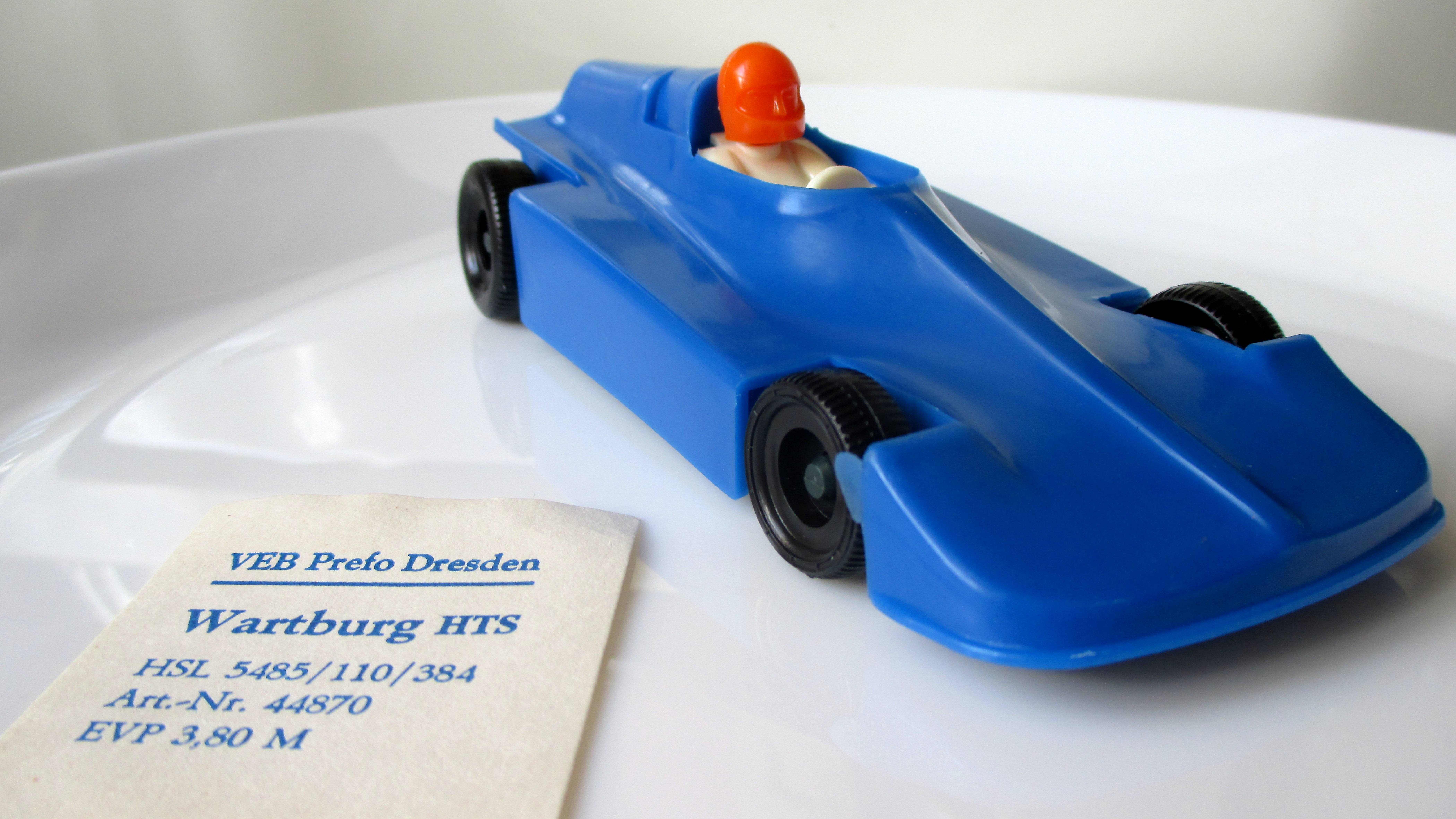
Wartburg HTS mit schwarzem Unterboden – VEB Prefo Dresden – Art.-Nr. 44870 – EVP 3,80 M

Modelleisenbahnwaggon von Prefo

Modelleisenbahnwaggonverpackung von Prefo

Prefo (von Pressformwerk) war ein Volkseigener Betrieb der DDR, der Werkzeuge, Pressformen und Spielwaren produzierte und insbesondere durch Modellautos, Autorennbahnen, Modellstraßenbahn-Bausätze und ähnliche Produkte bekannt war.

## Geschichte
Im Jahr 1928 entstand das Unternehmen durch Gründung der Werkzeugfabrik Schölz mit Firmensitz Dresden, nach 1945 produzierte das Unternehmen ohne Eigentümer Werkzeuge und Pressformen. Das Unternehmen wurde 1952 durch Verstaatlichung zum VEB Prefo Dresden.
Prefo wurde 1972 dem Kombinat VEB Modell- und Plastspielwarenkombinat Annaberg-Buchholz zugeordnet. Dieses Kombinat bestand unter anderem aus dem VEB Blech- und Spielwarenfabrik Dresden, VEB Kunststoff-Verarbeitung Zschopau, VEB Spezialprägewerk Annaberg-Buchholz (mit der Marke ESPEWE) sowie ab 1974 dem VEB Modellbahnzubehör Glashütte vormals Hruska (mit der Marke Permot).
Prefo direkt unterstellt waren der VEB Modellbahnzubehör Glashütte, der VEB Modellbahn Oybin, vormals Stärz & Co und der VEB Modellbahnwagen Dresden, früher Schicht, die Modelleisenbahnwagen und Zubehör in der Nenngröße H0 herstellten. Der Vertrieb erfolgte anfangs durch Prefo und später unter dem Handelsnamen Piko.
Im Jahr 1981 entstand das VEB Kombinat Spielwaren Sonneberg, das unter anderen aus den VEB Plasticart Annaberg-Buchholz, VEB Piko Sonneberg, VEB Prefo Dresden und VEB Anker-Mechanik Eisfeld bestand, wobei Piko der Erzeugnisgruppenleitbetrieb für Modelleisenbahnen
war und der VEB Plasticart Annaberg-Buchholz der Leitbetrieb für Plastspielwaren.
Das Kombinat fertigte neben Werkzeugen auch Autorennbahnen, mechanische Spielzeuguhren, Modellbahnwagen, Modellbahnzubehör, Roulette, Kindertelefone, Modellstraßenbahnwagen, Modellautos, elektro-mechanische Boote aber auch normale Telefone. Im Jahr 1986 wurde mit der Fertigung der Prefo Auto-Trans begonnen, die Produktion wurde 1989 wieder eingestellt.

## Reprivatisierung
Infolge der Reprivatisierung der Volkseigenen Betriebe nach der Wiedervereinigung wurde 1990 aus dem VEB Prefo Dresden eine GmbH unter Treuhandaufsicht, welche später in dem Unternehmen Wilken Werkzeug und Formenbau aufging. Somit verschwand der Name Prefo.
Aus dem VEB Modellbahnzubehör Glashütte ging das inzwischen insolvente Unternehmen Hruska-Modelle (Modellautos) hervor und aus den VEB Modellbahn Oybin entstand das Unternehmen Sachsenmodelle. Auch Sachsenmodelle meldete 1999 Insolvenz an, das Sortiment und die Vertriebsrechte wurden 2001 von Tillig aus der Insolvenzmasse aufgekauft. Der Standort in Zittau wurde geschlossen.

## Wiederbelebung
Im Jahr 2003 wurde unter dem Namen Prefo ein neues Unternehmen mit Firmensitz in Beinstein gegründet. Prefo ist seitdem als Schutzmarke eingetragen und vertreibt in Anlehnung an das ursprüngliche Modelleisenbahnangebot wieder Modelleisenbahnzubehör.